# Nadine Roos
Pour les articles homonymes, voir Roos.

a Compétitions nationales et continentales officielles uniquement.

b Matchs officiels uniquement.
Dernière mise à jour le 21 juin 2025.
Nadine Roos, née le 9 mai 1996, est une joueuse internationale sud-africaine de rugby à XV et internationale de rugby à sept évoluant aux postes d'ailier, d'arrière ou demi d'ouverture. Elle joue aux Bulls (en).

## Biographie
Nadine Roos naît le 9 mai 1996.
En 2022, elle joue pour les Blue Bulls. Elle compte huit sélections en équipe d'Afrique du Sud quand elle est retenue en septembre 2022 pour disputer sous les couleurs de son pays la Coupe du monde de rugby à XV en Nouvelle-Zélande.

## Palmarès
- Élue Joueuse sud-africaine de l'année en 2022 et 2024[4]